# روسیا
روسیا (اوکراینی: Руся؛ زادهٔ ۹ ژوئن ۱۹۶۸) خواننده، موسیقی‌دان، رهبری، هنرمند اهل اتحاد جماهیر شوروی سوسیالیستی است.